# Illuminismo in Inghilterra
L'illuminismo in Inghilterra (Enlightenment) è un movimento culturale e filosofico iniziato in Inghilterra nella seconda metà del secolo XVII, caratterizzato dalla discussione su quei temi gnoseologici, etici e politici che anticipano il pensiero francese del Settecento.
L'illuminismo inglese, che aveva già ampiamente trattato, ad opera di John Locke, e approfondito, con il pensiero di David Hume, le questioni sulla gnoseologia, sull'etica e la politica - tematiche queste considerate acquisite e riprese dalla cultura francese del Settecento - si interessa soprattutto del problema morale e religioso.
Le ragioni di questa scelta risiedono nella particolare situazione storica inglese. Mentre infatti in Francia l'illuminismo diffonde le esigenze della borghesia progressista tesa ad abbattere l'assolutismo monarchico, in Inghilterra i benefici effetti della "gloriosa rivoluzione" del 1688 avevano contribuito a risolvere i problemi del rapporto tra l'istituto monarchico e il parlamento.
Nonostante l'Atto di Tolleranza del 1689 che decretava la fine delle persecuzioni religiose, il ricordo delle discriminazioni religiose al tempo dell'assolutismo degli Stuart e della dittatura di Oliver Cromwell faceva sentire negli animi il rischio di un ritorno a quella condizione di intolleranza. Per questo il dibattito degli intellettuali sulla religione non si ferma e costituisce la particolare caratteristica dell'illuminismo in Inghilterra.

## Il deismo

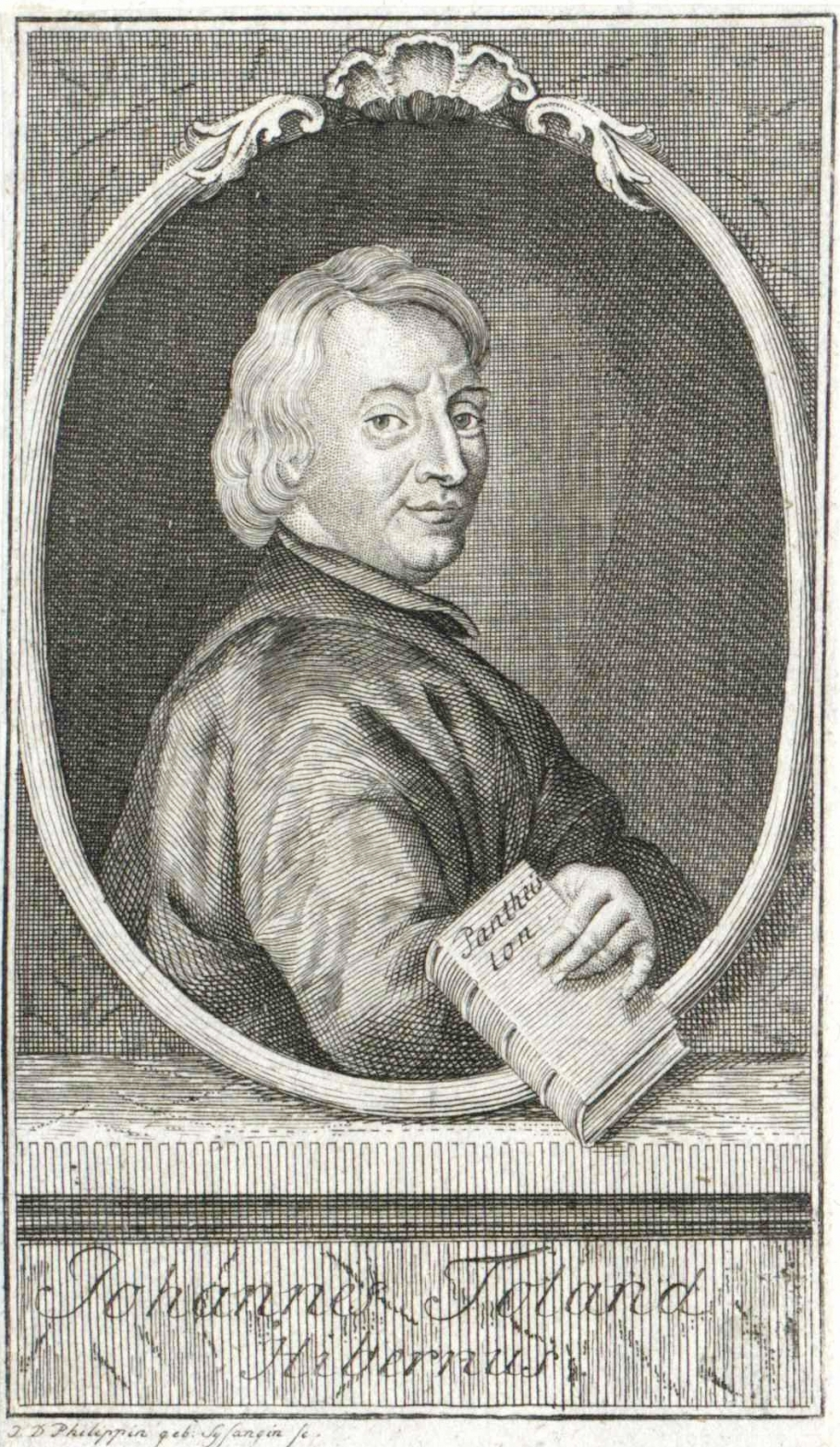
John Toland

Già all'inizio del Seicento in Inghilterra i cosiddetti "Platonici di Cambridge", in opposizione alle conclusioni del pensiero materialista, soprattutto quello riferito a Hobbes, sostengono che la conoscenza non si origina dall'esperienza ma da essenze eterne ed innate, che precedono la realtà.
Sulla base di questa dottrina i platonisti inglesi sostengono che, poiché la ragione possiede queste nozioni, eterne ed universali, comuni a tutti gli uomini, sarà possibile identificare il nucleo essenziale di qualsiasi fede religiosa mettendo da parte la diversità delle religioni rivelate. Ne deriva così l'esistenza di una religione naturale patrimonio comune dell'umanità.
Analoghe le conclusioni relative all'esistenza di una religione naturale a cui arrivano gli illuministi inglesi del Settecento ma partendo dalla convinzione dell'esistenza di una ragione naturale e finita, priva di essenze eterne. Significativamente John Toland presenta la sua opera Cristianesimo non misterioso definendola così nel sottotitolo: 
Prendendo spunto dall'opera di John Locke, Ragionevolezza del Cristianesimo, ma giungendo a conclusioni più radicali, Toland sostiene che i cosiddetti misteri della religione cristiana sono perfettamente spiegabili dalla ragione: in effetti, il mistero religioso è soltanto un problema che sussiste solo fino a quando la ragione non riuscirà a chiarirlo, a meno che non si tratti di qualcosa di irrazionale ed allora bisognerà semplicemente escluderlo come qualcosa di insensato. Nel Cristianesimo non esistono misteri ma questioni in parte risolte ma sempre più da chiarire sino alla completa inevitabile illuminazione razionale.

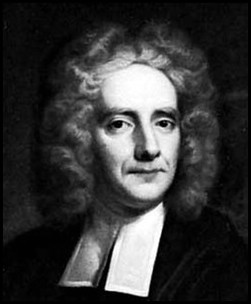
Samuel Clarke

La ragione, sostiene Toland, è superiore alla stessa Rivelazione
La posizione più estrema riguardo al deismo è sostenuta da Matthew Tindal: Dio e la natura dell'uomo sono immutabili così come le leggi morali e religiose che sarebbe assurdo credere che siano state date agli uomini dalla Rivelazione che ha invece caratteristiche storiche dimostrate dal fatto che essa avvenne in un determinato tempo storico e per un unico popolo.

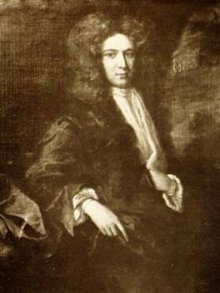
Anthony Collins

La Rivelazione non è altro che una «ripubblicazione della legge di natura», un diverso aspetto dell'unica legge naturale e come tale valida solo se concorda con i principi della morale razionale.
Tra religione e morale non esiste differenza: infatti la moralità consiste nel comportarsi secondo ragione e la religione consiste nell'altrettanto comportamento secondo ragione intesa come legge divina.
Il dibattito sul deismo coinvolse alcuni illuministi inglesi che, pur cercando di rimanere nell'ortodossia, utilizzarono argomenti del deismo  proprio contro coloro con cui polemizzavano dando luogo a una specie di "deismo moderato" che tenta di dimostrare la verità della Rivelazione basandola sulla sua intrinseca razionalità.
Su questa linea si articola il pensiero di Samuel Clarke che, con un metodo sillogistico-matematico, che egli paragona a quello del teorema di Euclide, vuole dimostrare che gli attributi di Dio sono spiegabili razionalmente ; allo stesso modo l'intrinseca stringente razionalità della legge morale è tale che ad essa deve sottoporsi perfino la stessa autorità divina.

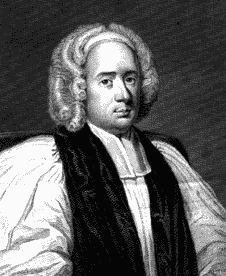
Joseph Butler

Anthony Collins entra nel dibattito sul deismo sostenendo la validità del «libero pensiero» di colui che accetta della religione solo ciò che non contrasta con la sua ragione e rifiuta tutto ciò che rimane oscuro. Per Collins questo del libero pensatore non è un atteggiamento di ostilità verso la religione: anzi egli rappresenta il vero spirito religioso poiché onestamente esalta le dottrine religiose epurandole da quelle parti ottenebrate dalla superstizione e dall'ignoranza.
Joseph Butler per la difesa del cristianesimo dagli attacchi dei deisti non ricorre al tentativo di dimostrarne la razionalità ma avanza una radicale critica alla fiducia nella ragione che non potrà mai dimostrare con argomenti razionali le verità religiose, cosicché bisogna arrivare alla conclusione che non potendosene dimostrare la verità non si può sostenerne neppure la falsità: la religione è oggetto della sola fede.
Il pessimismo di Butler si estende dalla ragione anche alla moralità dell'uomo considerato per natura tendente al male e al peccato. La ricerca della felicità da parte dell'uomo si riduce infatti al tentativo di temperare il male e il dolore che affligge la sua esistenza. L'uomo comunque può sfuggire al male quando la vergogna lo spinge a liberamente scegliere nella sua coscienza il retto comportamento morale.

## I moralisti
Appartengono al periodo dell'illuminismo inglese le notevoli opere dedicate alla filosofia morale di Anthony Ashley Cooper (1671-1713) e di Bernard de Mandeville (1670-1733) che con il suo famoso apologo La favola delle api si distanzia dalla rasserenante visione del mondo di Shaftesbury.

## Illuminismo scozzese

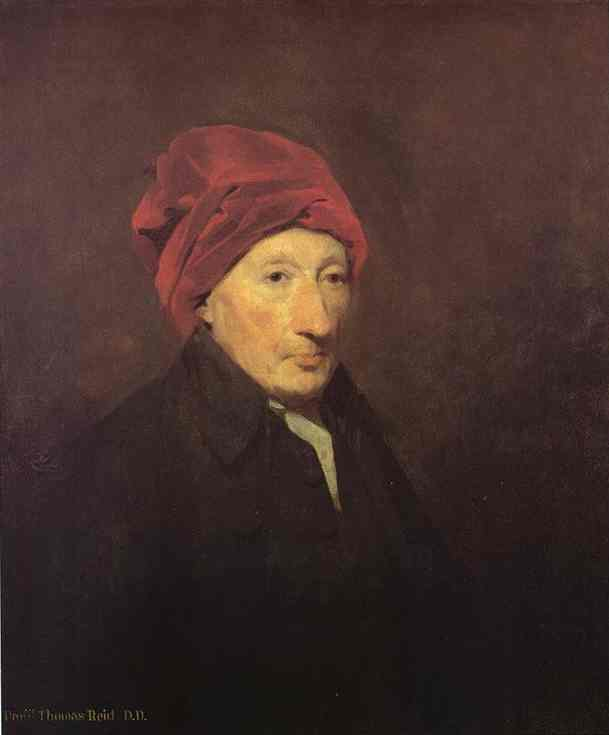
Thomas Reid

Nella seconda metà del Settecento il centro dell'illuminismo inglese si sposta nella Scozia di David Hume e di altri autori spesso in polemica con il suo pensiero.

Nel 1763 alla cattedra di filosofia morale di Adam Smith a Glasgow succede Thomas Reid fondatore della cosiddetta "Scuola scozzese del senso comune". Nella sua opera più importante Ricerca sullo spirito umano secondo i principi del senso comune Reid sostiene la progressiva degenerazione della filosofia inglese contemporanea che sarebbe iniziata per colpa di Cartesio e passando per le filosofie di Locke, Berkeley sarebbe arrivata alla sua conclusione deleteria con il pensiero di Hume.
L'"ideismo" di Cartesio, di Locke e Berkeley, sostenitori che non le cose  ma le idee sono il vero oggetto della conoscenza ha avuto la sua naturale conclusione nello scetticismo di Hume. Reid è invece convinto che l'oggetto del conoscere è la cosa stessa e che quindi esiste un mondo esterno alla cosa stessa. Questa è una verità certa che non ha bisogno di essere dimostrata razionalmente, che si fonda su una indubitabile percezione immediata ed è documentata dall'universale "senso comune".